# Yoshihiro Ito
Yoshihiro Ito (Japans: 伊藤嘉浩, Itō Yoshihiro) (Osaka, 5 juni 1977) is een Japans autocoureur.

## Career
Ito begon zijn autosportcarrière in het karting en nam daarna vooral deel aan formuleracingkampioenschappen in Japan. In 2007 nam hij deel aan de Formule 4 Japan Masters, waarin hij als zesde eindigde. In 2009 nam hij deel aan twee races van de Super GT in een Porsche Boxster. In 2010 maakte hij zijn debuut in het World Touring Car Championship in zijn thuisrace op het Okayama International Circuit voor het Liqui Moly Team Engstler. In de eerste race eindigde hij als negentiende, terwijl hij in de tweede race niet aan de finish kwam, waardoor hij puntloos bleef.